# ТЕС Дедіса
ТЕС Дедіса — теплова електростанція в Південно-Африканській Республіці, розташована на південному узбережжі в районі Порт-Елізабет (Східнокапська провінція).
Основне виробництво електроенергії в ПАР традиційно здійснюється на вугільних конденсаційних електростанціях на північному сході країни. Проте для покриття пікових навантажень існують декілька газотурбінних станцій, дві з яких — Avon та Дедіса — спорудили за схожим проектом у середині 2010-х. Станція Дедіса, розпочата спорудженням у 2013-му та введена в експлуатацію за два роки, рівно вдвічі менш потужна аніж Avon та має дві встановлені на роботу у відкритому циклі газові турбіни Ansaldo типу AE94.2. Кожна з них видає 171 МВт та розрахована на використання нафтопродуктів. Очікується, що станція працюватиме біля 20 годин на тиждень, згладжуючи піки енергоспоживання.
Проект реалізував консорціум у складі французької GDF Suez (38 %), японської Mitsui (25 %), а також місцевих інвесторів, об'єднаних у Legend Power Solutions (27 %) та Broad-Based Black Economic Empowerment (BBBEE, 10 %).